# Municipio de Half Moon Lake
El municipio de Half Moon Lake (en inglés: Half Moon Lake Township) es un municipio ubicado en el condado de Misisipi en el estado estadounidense de Arkansas. En el año 2010 tenía una población de 601 habitantes y una densidad poblacional de 6,29 personas por km².

## Geografía
El municipio de Half Moon Lake se encuentra ubicado en las coordenadas 35°54′46″N 90°2′48″O / 35.91278, -90.04667. Según la Oficina del Censo de los Estados Unidos, el municipio tiene una superficie total de 95.61 km², de la cual 89,13 km² corresponden a tierra firme y (6,78 %) 6,48 km² es agua.

## Demografía
Según el censo de 2010, había 601 personas residiendo en el municipio de Half Moon Lake. La densidad de población era de 6,29 hab./km². De los 601 habitantes, el municipio de Half Moon Lake estaba compuesto por el 95,01 % blancos, el 1,16 % eran afroamericanos, el 0,67 % eran amerindios, el 0,17 % eran isleños del Pacífico, el 0,33 % eran de otras razas y el 2,66 % eran de una mezcla de razas. Del total de la población el 2 % eran hispanos o latinos de cualquier raza.